# Rodaja de limón

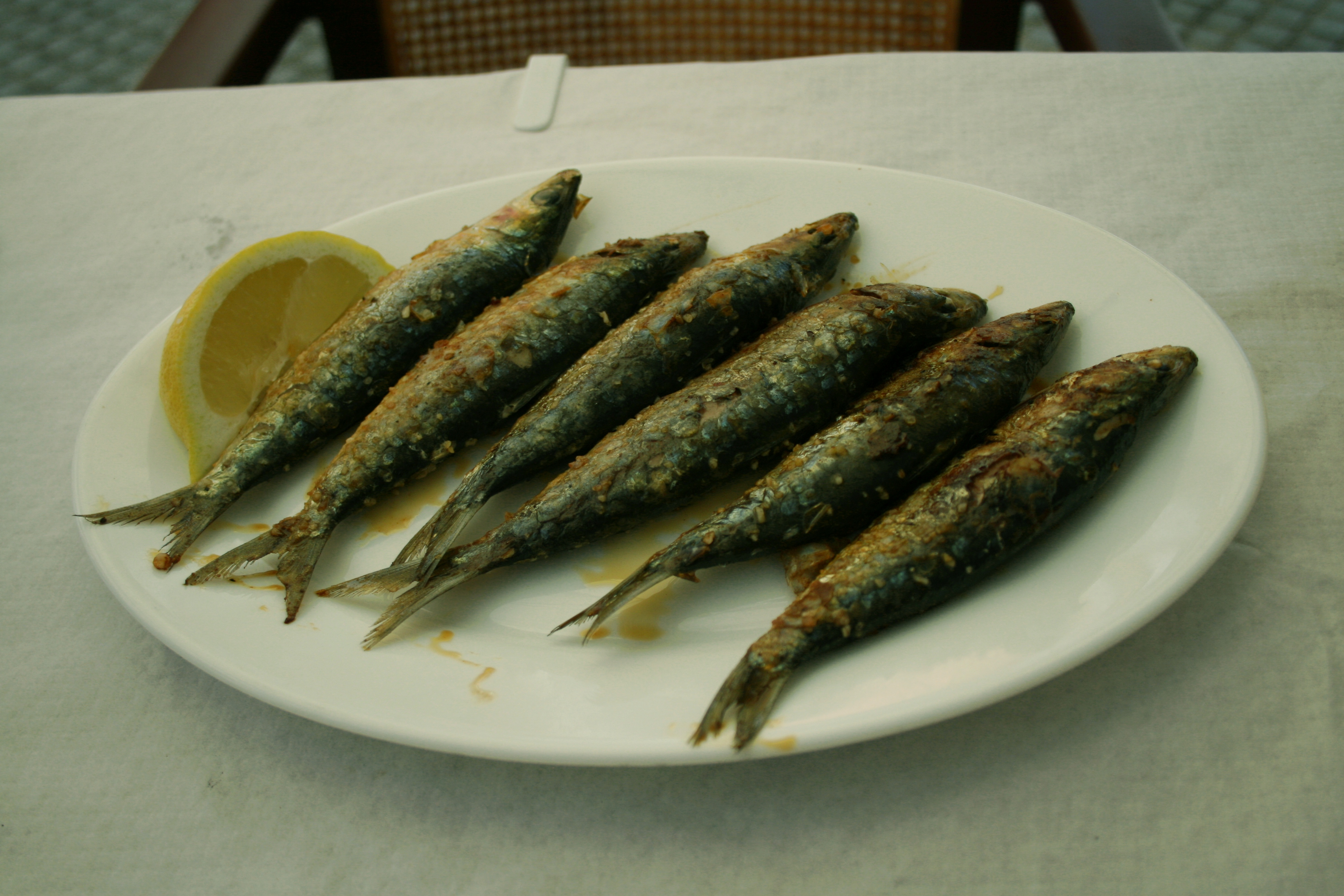
La rodaja de limón aparece en muchas preparaciones culinarias. En este caso se trata de una ración de sardinas en Cádiz.

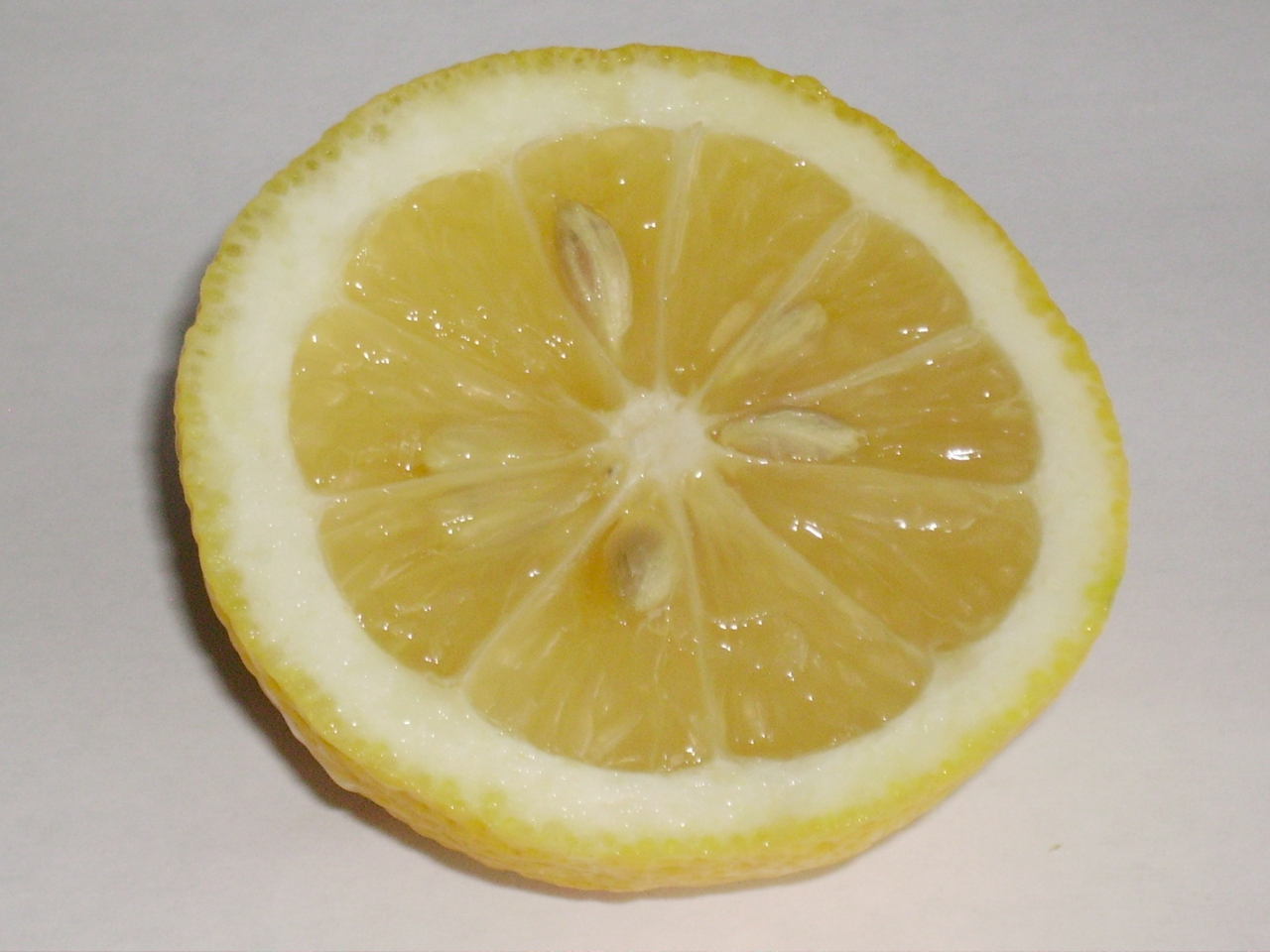
Una rodaja de limón.

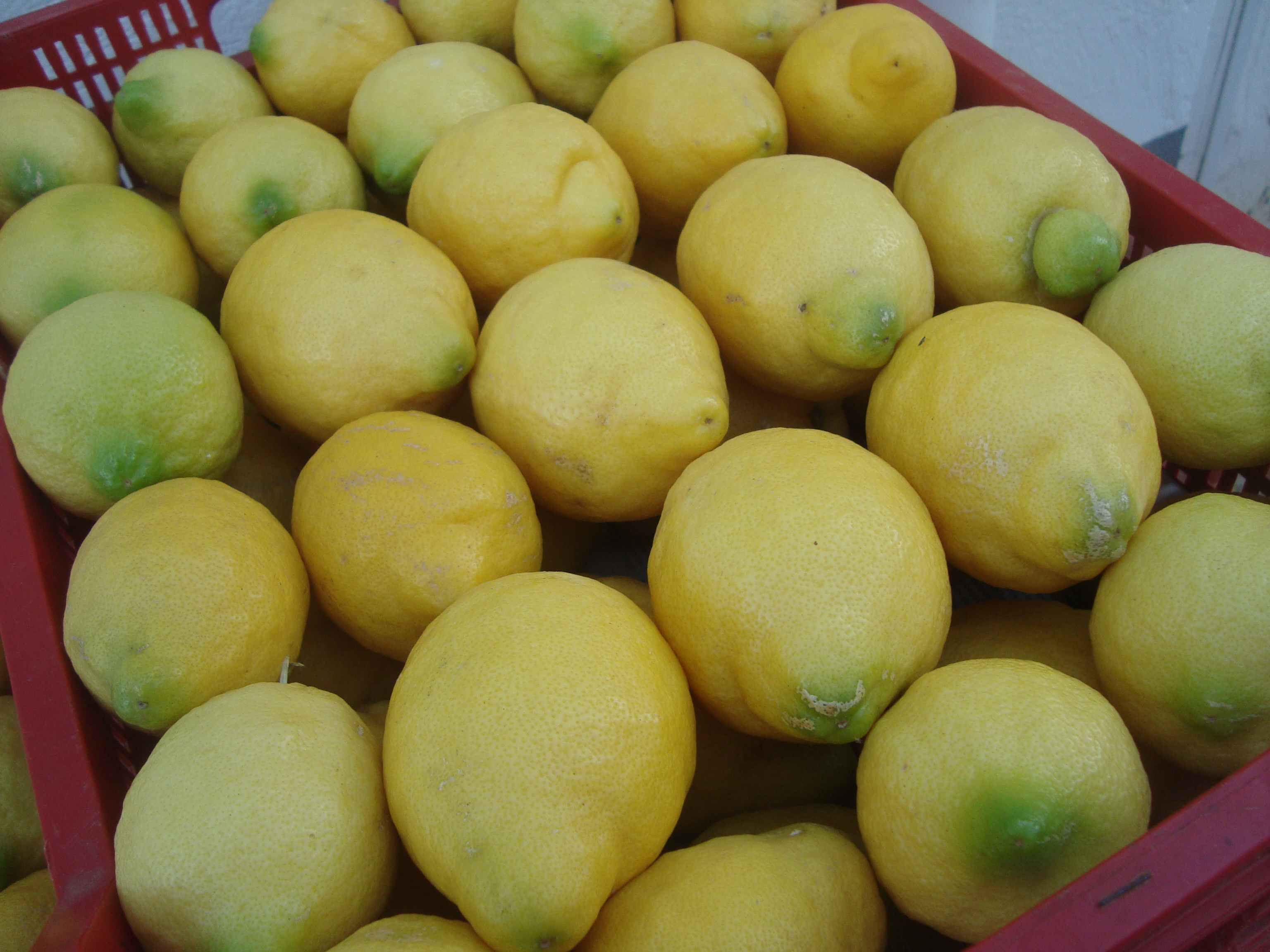
Cítricos, limones.

La rodaja de limón es una porción, o gajo, del limón (Citrus × limón) empleada en diversas preparaciones culinarias como pueden ser los platos de pescado (generalmente fritura), de marisco, así como los adornos de los diversos cócteles y bebidas combinadas. Se suele servir con algún tipo de cerveza. Se emplea frecuentemente como condimento acompañando algunos platos de pescado, evitando su olor rancio. Aporta aromas cítricos a las preparaciones, así como acidez.

## Usos
Frecuentemente se emplea por su nivel de acidez debido al ácido cítrico que posee su zumo como neutralizador de la molécula trimetilamina ya que su zumo evita el desagradable olor a pescado que queda residual en los dedos. En la cocina española se emplea en los platos de pescado frito, o en ciertas tapas como la oreja de cerdo. Es frecuente al servir refrescos populares como el tinto de verano. Las rodajas de limón se pueden encontrar en algunas de las latas de sardinas. 
Acompaña al servirse algunas bebidas alcohólicas como pueden ser las cervezas de bajo contenido de lúpulo, y diversos aguardientes como puede ser el tequila. En algunos países de occidente se suele servir con bebidas como el té. Se emplea igualmente en repostería como en el pastel en capas.

## En la cultura popular
La canción "Rodajas de limón" del cantautor argentino Iván Giusti, fue escrita con base en este concepto.

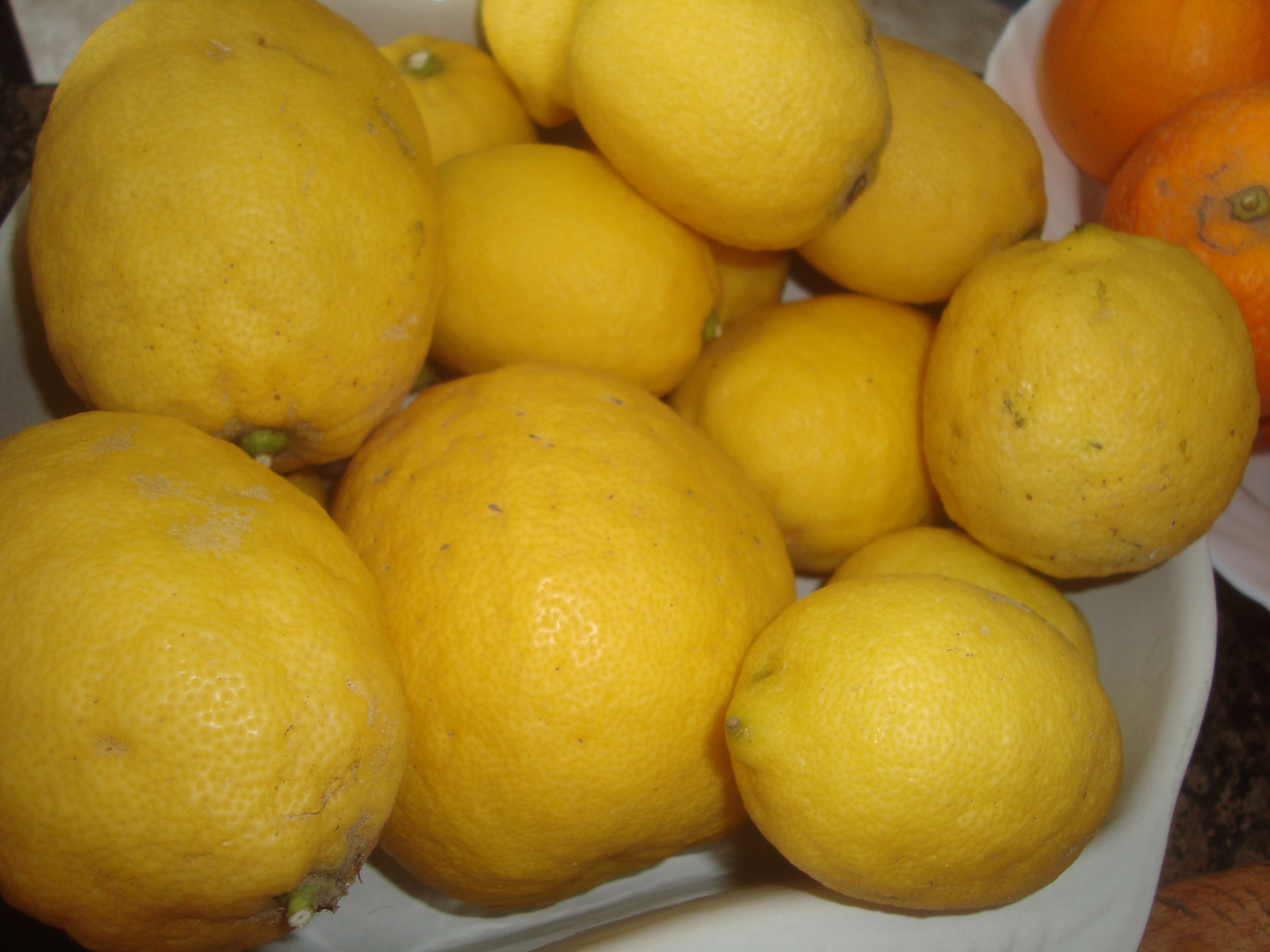
Limones.